# 1147
| 1147               |
| ------------------ |
| Dødsfald - Fødsler |
|                    |

| Gregoriansk kalender | 1147 MCXLVII            |
| Ab urbe condita      | 1900                    |
| Armensk kalender     | 596 ԹՎ ՇՂԶ              |
| Kinesiske kalender   | 3843 – 3844 丙寅 – 丁卯 |
| Etiopisk kalender    | 1139 – 1140             |
| Jødisk kalender      | 4907 – 4908             |
| Hindukalendere       |                         |
| - Vikram Samvat      | 1202 – 1203             |
| - Shaka Samvat       | 1069 – 1070             |
| - Kali Yuga          | 4248 – 4249             |
| Iransk kalender      | 525 – 526               |
| Islamisk kalender    | 541 – 542               |

Konge i Danmark: Svend 3. Grathe, Knud 5. 1146-1157, Valdemar 1. den Store 1146-1182
Se også 1147 (tal)

## Begivenheder
- Ved et korstog mod abodritterne, forsøger ærkebiskop Eskil at forlige de stridende konger, men togtet ender med et nederlag, der gør striden endnu værre.